# فرودگاه یاماگاتا
فرودگاه یاماگاتا (به انگلیسی: Yamagata Airport) یک فرودگاه نظامی و همگانی با کد یاتا GAJ است که یک باند فرود آسفالت بتن دارد و طول باند آن ۲۰۰۰ متر است. این فرودگاه در شهر هیگاشینه، یاماگاتا کشور ژاپن قرار دارد .

## شرکت‌های هواپیمایی و مقصدهای پروازی
| شرکت‌های هواپیمایی                | مقصدهای پروازی           |
| -------------------------------- | ------------------------ |
| Fuji Dream Airlines              | صحرایی ناگویا، نیو چیتوز |
| خطوط هوایی ژاپن اجرا توسط جی-ایر | اوساکا، هانه‌دا           |